# Xã Salem, Quận Mercer, Pennsylvania
Xã Salem (tiếng Anh: Salem Township) là một xã thuộc quận Mercer, tiểu bang Pennsylvania, Hoa Kỳ. Năm 2010, dân số của xã này là 754 người.